# Amine Gouiri
Amine Gouiri (ur. 16 lutego 2000 w Bourgoin-Jallieu) – algierski piłkarz francuskiego pochodzenia, występujący na pozycji napastnika, reprezentant Algierii. Były młodzieżowy reprezentant Francji.